# Franz Büchler

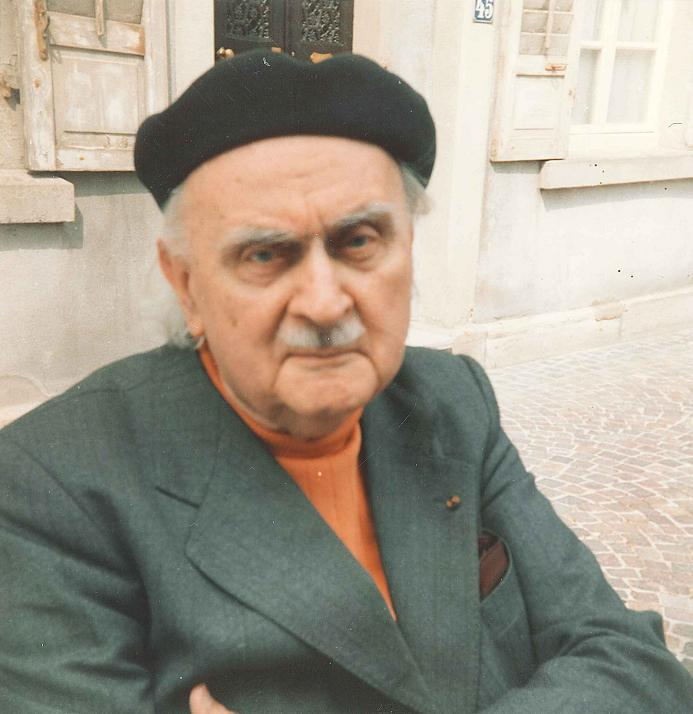
Franz Büchler (1988)

Franz Theodor Büchler (* 10. Februar 1904 in Straßburg; † 15. September 1990 in Baden-Baden) war ein deutscher Schriftsteller und Bildender Künstler.

## Leben

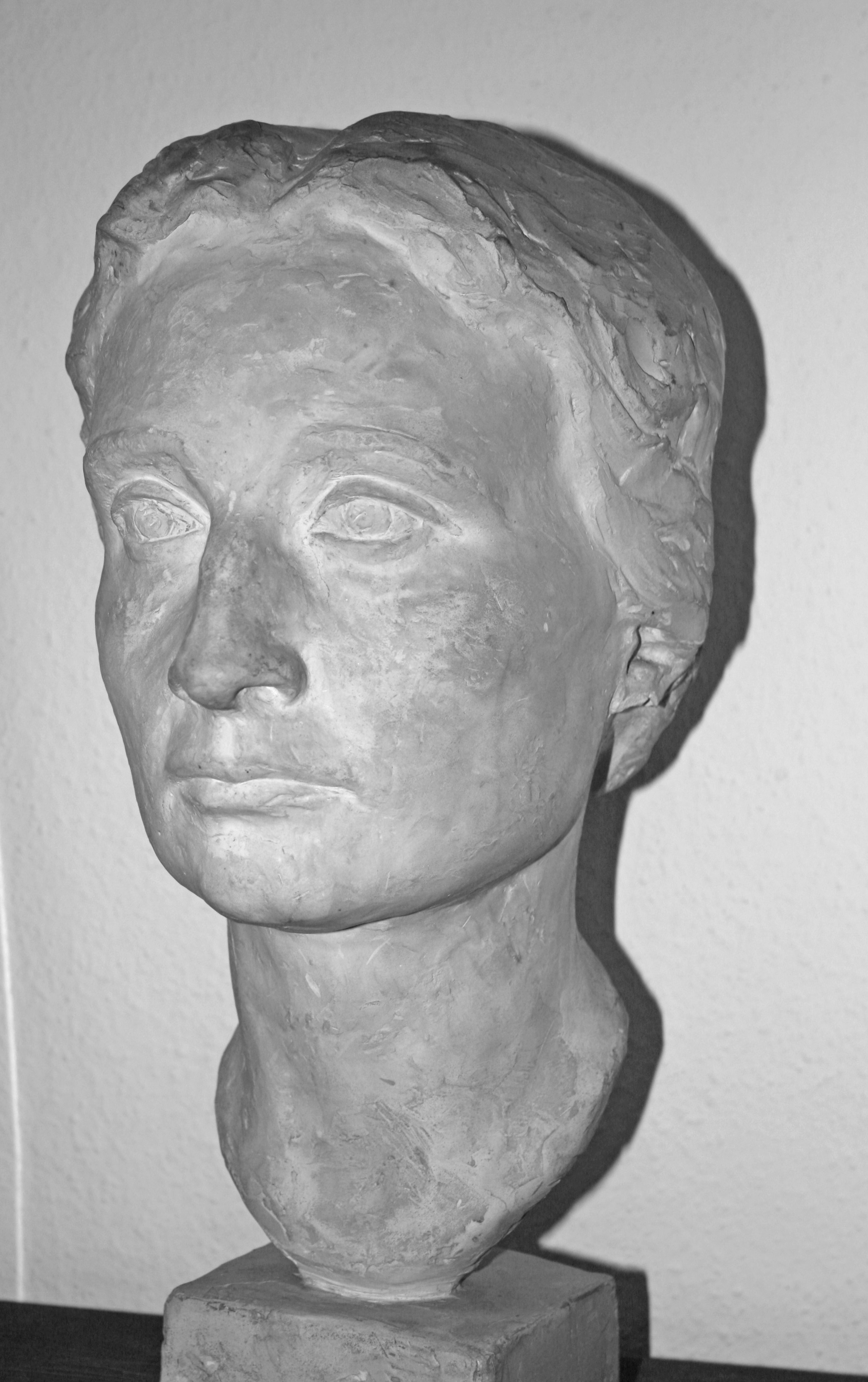
Käthe Büchler, Büste von Franz Büchler, 1933

Franz Büchler wurde am 10. Februar 1904 als einziges Kind des im Alter von 27 Jahren gestorbenen katholischen Eisenbahnbeamten Franz Büchler und der evangelischen Melani (geborene Sartorius) in Straßburg geboren. Ab 1909 besuchte er dort die Vorschule und das protestantische Gymnasium. Als das Elsass zum Ende des Ersten Weltkrieges wieder an Frankreich überging, wurden er und seine Mutter vertrieben. Sie ziehen nach Baden-Baden, wo Büchler bis zum Abitur das humanistische Gymnasium Hohenbaden besuchte.
Er studierte zunächst in Heidelberg Naturwissenschaften und später in Freiburg im Breisgau, München und Lausanne Geschichte, Philosophie, Germanistik und Romanistik. Im Alter von 24 Jahren legte er das Staatsexamen für das höhere Lehramt ab und wurde bei Gerhard Ritter mit der Arbeit Die geistigen Wurzeln der heiligen Allianz promoviert. Im gleichen Jahr heiratete er Käthe Frahm. Die Ehe hielt bis zu Büchlers Tod. Aus ihr gingen sieben Kinder hervor.
Nach Abschluss des Referendariats wurde Büchler als Aushilfslehrer in Karlsruhe eingestellt, wo er auch als Theaterkritiker, Bildhauer und Schriftsteller arbeitete. 1934 wurde er in Oberkirch Lehramtsassessor und 1940 in Heidelberg Studienrat. Ein Jahr später zog die Familie in Büchlers Geburtsstadt Straßburg.
Im Jahr 1934 veröffentlichte Büchler mit Licht von Innen seinen ersten Gedichtband. Das Gedicht Frühling aus seinem zweiten Gedichtband wurde später von Wolfgang Rihm als Teil seiner Gesänge op. 1 vertont. Bald wandte sich Büchler zusehends dramatischer Literatur zu. 1937 erschien das Drama August der Starke, das ein Jahr später in Aachen uraufgeführt wurde. Die Tragödie Sunanda, nach Herzog Bernhard Büchlers drittes Drama, wurde 1942 kurz vor der Uraufführung in Leipzig durch die „Reichsdramaturgie“ im Ministerium für Volksaufklärung und Propaganda vom Spielplan abgesetzt.
Zum Ende des Zweiten Weltkrieges war Büchler erneut gezwungen, Straßburg zu verlassen. Er erreichte mit seiner Familie mittellos Baden-Baden. Doch 1947 musste die Wohnung für die französische Besatzung geräumt werden, die Familie fand Unterkunft in Unterlauchringen. 1950 kehrte Büchler wieder nach Baden-Baden zurück und lebte bis zu seinem Tod im Stadtteil Lichtental. Krankheitsbedingt vom Schuldienst befreit widmete er sich hier fortan vermehrt dem Schreiben. Neben weiteren Dramen und Gedichten erschienen nun auch Erzählungen, Romane sowie Essays und Büchler begann als Maler tätig zu werden. Er reiste zudem unter anderem nach Peru und traf sich regelmäßig mit Paul Celan in Paris.
Sein letzter Roman Der liegende Adler wurde in seinem Todesjahr veröffentlicht. Franz Büchler wurde auf dem Lichtentaler Friedhof beigesetzt. Ein Jahr nach seinem Tod richtete die Stadtbibliothek Baden-Baden zu seinen Ehren einen Raum im Literaturmuseum im Gartenhaus ein.

## Werke (in Auswahl)

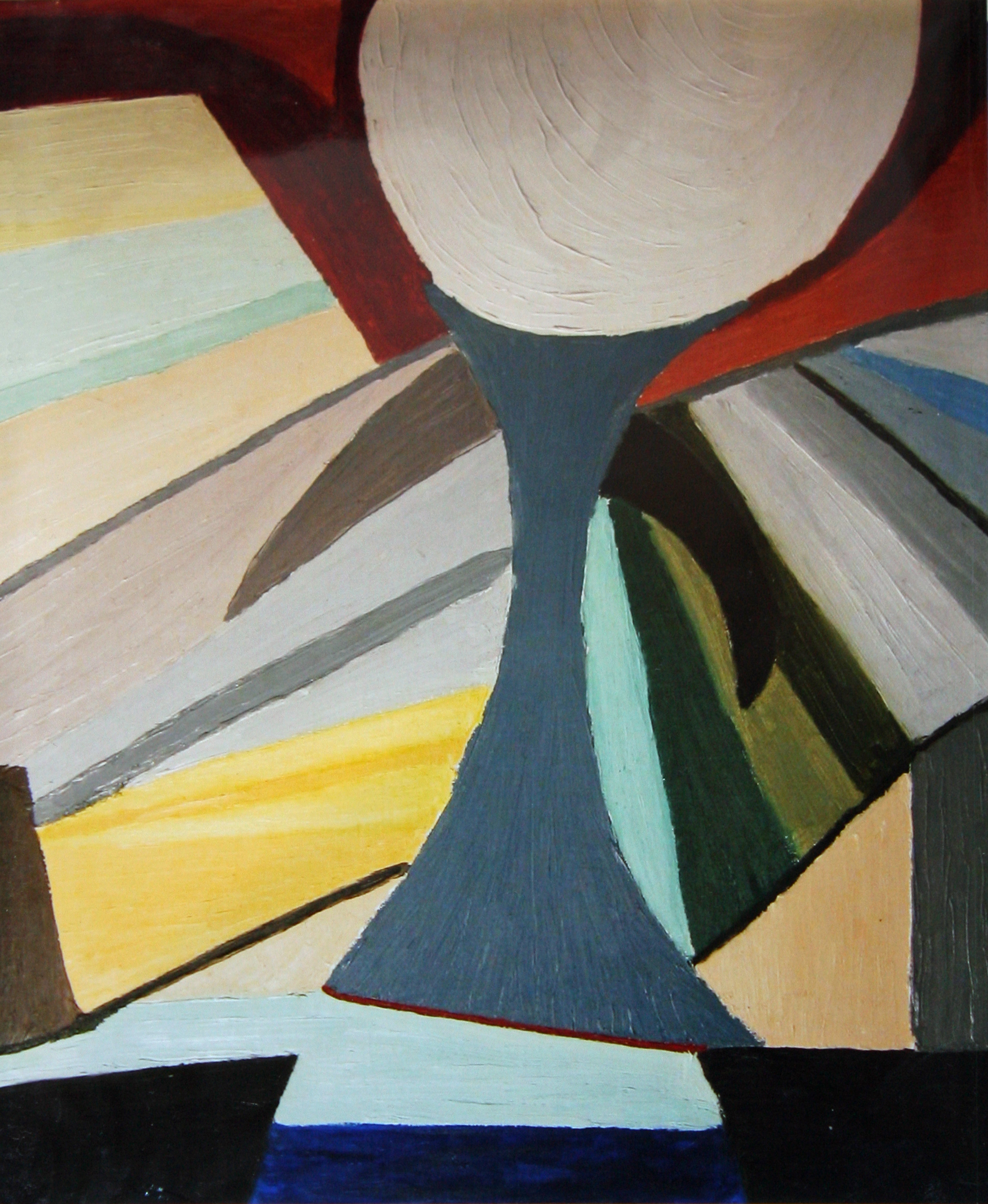
Der Lungenstimmer, 1966

### Drama
- August der Starke. Berlin 1937.
- Herzog Bernhard. München 1939.
- Sunanda. Straßburg 1942.
- Ananias. Stuttgart 1953.
- Balk. Stuttgart 1953.
- Dramen der Zeit. Ree, Wina, Iris. Straßburg 1960.
- Stück-Werk. Der Oberst, Das Windei, Schneehuhn und Scholle, Kinderspiel. Weinheim 1972.

### Lyrik
- Licht von Innen. Gedichte. Leipzig 1934.
- Erde und Salz. Gedichte. Düsseldorf u. Köln 1960.
- Strandgut. Gedichte. Berlin 1972.
- mit Inge Wurth: Weg nach Delphi. Cantos. Berlin 1979.
- mit Inge Wurth: Das geistige Jahr (52 Wochen und 1 Tag). Cantos. Freiburg i.Br. 1982.

### Prosa
- Schizoid. Erzählungen und Texte. Tübingen u. Basel 1972.
- Der Niemandsweg oder die Geeinten. Roman. Berlin 1975.
- Die liegende Adler. Ein utopischer Roman. Waldkirch 1990.

### Essay
- Wasserscheide zweier Zeitalter. Essays. Heidelberg 1970.
- Eduard Reinacher als Autor der 'Elsäßer Idyllen und Elegien'. Gedenkrede auf Burg Stettenfels am 29. Juni 1969. In: Studien der Erwin-von-Steinbach-Stiftung. Hg. v. Christian Hallier. Bd. 3. Frankfurt a. M. 1971. S. 263–272.
- Die Malerin Anne Luc. Konkrete Erfahrungen durch abstrakte Bilder. In: Studien der Erwin-von-Steinbach-Stiftung. Hg. v. Christian Hallier. Bd. 4. Frankfurt a. M. 1975. S. 161–178.
- Grenzlichter. Essays. Berlin 1975.

### Lesebuch
- Wieder ist Frühe der Zeit. Freiburg i.Br. 1983.
- Ergänzungsband: Die Schwelle. Texte. Freiburg i.Br. 1984.